# Theodor Storm
Hans Theodor Woldsen Storm (Husum, 14 de setembro de 1817 – Hanerau-Hademarschen, 4 de julho de 1888) foi um escritor alemão, que se celebrizou como poeta e também como autor de novelas e contos do realismo alemão. Profissionalmente foi um jurista.

## Obra
Storm foi um dos mais importantes escritores do realismo alemão do século XIX. Escreveu uma série de contos, poemas e novelas. Suas obras mais conhecidas são as novelas Immensee (1849) – sobre as recordações de um velho,  Reinhardt, de seu amor de infância e adolescência por Elisabeth, que acabou se casando com um amigo em comum deles, Erich – e Der Schimmelreiter (O Cavaleiro no Cavalo Branco), publicada pela primeira vez em abril de 1888 no periódico literário e político Deutsche Rundschau. Outras obras publicadas incluem um volume de seus poemas (1852), a novela Pole Poppenspäler (1874 - Paulo, o Titereiro) e a novela Aquis Submersus (1877).
Sua novela Der Schimmelreiter foi traduzida para o português por Mauricio Mendonça Cardozo sob o título A assombrosa história do homem do cavalo branco,  publicada pela Editora UFPR e vendida junto com um segundo volume intitulado O centauro bronco, onde, "por meio de um processo que o tradutor chama de reencenação, transpõe-se a história original do cenário frio e úmido do norte da Alemanha para o quente e seco sertão brasileiro, num movimento de intertextualidade inédito."